# Algebră Grassmann
Algebra Grassmann sau algebră exterioară (a unui spațiu vectorial real finit-dimensional {\displaystyle V} ) este o {\displaystyle \mathbb {R} }-algebră asociativă cu element 1, notată {\displaystyle \Lambda (V)}, cu proprietățile:
- {\displaystyle V} este un subspațiu vectorial al lui {\displaystyle \Lambda (V)} și {\displaystyle v\wedge v=0} pentru orice {\displaystyle v\in V,} unde prin {\displaystyle \wedge } se notează înmulțirea în {\displaystyle \Lambda (V)};
- algebra {\displaystyle \Lambda (V)} este generată de elementul unitate împreună cu elementele lui {\displaystyle V} ;
- {\displaystyle \Lambda (V)} este un spațiu vectorial de dimensiune {\displaystyle 2^{n},} unde {\displaystyle n} este dimensiunea lui {\displaystyle V}.

Nmele provine de la matematicianul Hermann Grassmann care, în 1846, a introdus așa-numitele mărimi extensive, precursoare ale multivectorilor de mai târziu.

## Construcția unei algebre Grassmann
Pentru a construi o astfel de algebră, se consideră spațiul vectorial {\displaystyle V^{*}:=Hom_{\mathbb {R} }(V,\mathbb {R} )}, care este dualul spațiului vectorial {\displaystyle V} adică spațiul tuturor funcționalelor (formelor) liniare pe {\displaystyle V.}
Definiție.
Dacă {\displaystyle W,V_{1},V_{2},\cdots ,V_{p}} sunt spații vectoriale, o aplicație {\displaystyle f:V_{1}\times V_{2}\times \cdots \times V_{p}\longrightarrow W} se numește aplicație {\displaystyle p}-liniară (sau aplicație multiliniară de grad {\displaystyle p}) dacă, pentru orice {\displaystyle i\in \{1,2,\cdots ,p\}} și orice sistem de vectori {\displaystyle v_{j}\in V_{j},j\neq i}, aplicație parțială
{\displaystyle V_{i}\ni v\mapsto f(v_{1},v_{2},\cdots ,v_{i-1},v,v_{i+1},\cdots ,v_{p})\in W}
este liniară.
Definiție.
O aplicație multiliniară de grad {\displaystyle p=2} se numește aplicație biliniară.
Definiție.
Se numește p-tensor covariant (sau tensor covariant de grad p sau funcțională multiliniară de grad p sau formă p-liniară) pe {\displaystyle V} orice aplicație p-liniară {\displaystyle f:V^{p}\to \mathbb {R} .}
Mulțimea tuturor p-tensorilor covarianți pe spațiul vectorial {\displaystyle V} are o structură evidentă de spațiui vectorial; acest spațiu vectorial se notează prin {\displaystyle T^{p}(V^{*})} și se numește a p-a putere tensorială a lui {\displaystyle V^{*}.}
Există relația {\displaystyle T^{1}(V^{*})=V^{*}} și se pune, prin definiție, {\displaystyle T^{0}(V^{*}):=\mathbb {R} } adică un tensor covariant de grad zero pe {\displaystyle V} este un număr real.
În fine, se pune:
{\displaystyle T(V^{*}):=\bigoplus _{p\geq 0}T^{p}(V^{*})\;} (suma directă de spații vectoriale).
Definiție.
Dacă {\displaystyle p,q\in \mathbb {N} }, produsul tensorial a doi tensori covarianți {\displaystyle f\in T^{p}(V^{*})} și {\displaystyle g\in T^{q}(V^{*})} este tensorul covariant {\displaystyle f\otimes g\in T^{p+q}(V^{*})} definit prin:
{\displaystyle (f\otimes )g(v_{1},v_{2},\cdots ,v_{p+q})=f(v_{1},v_{2},\cdots ,v_{p})g(v_{p+1},v_{p+2},\cdots ,v_{p+q})}
pentru {\displaystyle v_{1},v_{2},\cdots ,v_{p+q}\in V.}
Când {\displaystyle p=0,\;f=c\in \mathbb {R} } și se pune {\displaystyle f\bigotimes g=cg;} în mod similar se tratează cazul {\displaystyle q=0.} 
Produsul tensorial este o operație biliniară  și asociativă, dar necomutativă în grade {\displaystyle p,q\geq 1.} 
Această operație se extinde prin liniaritate la o înmulțire pe spațiul vectorial {\displaystyle T(V^{*}),} care face din acest spațiu vectorial o {\displaystyle \mathbb {R} -}algebră, numită algebră tensorială a lui {\displaystyle V^{*}.} 
Pentru orice {\displaystyle p\in \mathbb {N} ,} grupul {\displaystyle S_{p}} al permutărilor mulțimii {\displaystyle \{1,2,\cdots ,p\}} acționează la stânga pe spațiul vectorial {\displaystyle T^{p}(V^{*})} prin aplicația {\displaystyle S_{p}\times T^{p}(V^{*})\ni (\sigma ,f)\mapsto \sigma f\in T^{p}(V^{*})} definită prin:
{\displaystyle \sigma (v_{1},v_{2},\cdots ,v_{p}):=f(v_{\sigma (1)},v_{\sigma (2)},\cdots ,v_{\sigma (p)})}
pentru orice {\displaystyle p-}uplu de vectori {\displaystyle v_{1},v_{2},\cdots ,v_{p}\in V.} 
Un {\displaystyle p-}tensor covariant {\displaystyle f} pe spațiul vectorial {\displaystyle V} se numește alternant (sau exterior) dacă {\displaystyle \sigma f=\varepsilon (\sigma )f} pentru orice {\displaystyle \sigma \in S_{p},} unde {\displaystyle \varepsilon (\sigma )} este semnul permutării {\displaystyle \sigma } adică {\displaystyle \varepsilon (\sigma )=1} când {\displaystyle \sigma } este pară și {\displaystyle \varepsilon (\sigma )=-1} când {\displaystyle \sigma } este impară.
Mulțimea tuturor {\displaystyle p-}tensorilor covarianți alternanți pe {\displaystyle V} este un subspațiu vectorial al lui {\displaystyle T^{p}(V^{*})}, care se notează prin {\displaystyle \wedge ^{p}(V^{*})} și se numește puterea exterioară de grad {\displaystyle p} al lui {\displaystyle V^{*}}.
Există relația: {\displaystyle \wedge ^{1}(V^{*})=T^{1}(V^{*})=V^{*}} și se pune, prin definiție, {\displaystyle \wedge ^{0}(V^{*}):=T^{0}(V^{*})=\mathbb {R} .}
În fine, se pune:
{\displaystyle \wedge (V^{*})=\bigoplus _{p\geq 0}\wedge ^{p}(V^{*})} (sumă directă de spații vectoriale).
Definiție.
Pentru orice număr natural {\displaystyle p} se definește o aplicație liniară {\displaystyle Alt:T^{p}(V^{*})\to T^{p}(V^{*})}, numită aplicația de alternare, definită prin:
{\displaystyle Alt({\mathit {f}}):={\frac {1}{p!}}\sum _{\sigma \in S_{p}}\varepsilon (\sigma )\sigma f.}
Această aplicație posedă proprietățile:
1. Pentru orice {\displaystyle f\in T^{p}(V^{*}),}  rezultă {\displaystyle Alt(f)\in \Lambda \;^{p}(V^{*});}
2. Dacă {\displaystyle f\in \Lambda \;^{p}(V^{*}),}  atunci {\displaystyle Alt(f)=f;}
3. {\displaystyle Alt(\sigma f)=\varepsilon (\sigma )Alt(f);}
4. {\displaystyle Alt(Alt(f)\otimes g)=Alt(f\otimes Alt(g))=Alt(f\otimes g)} pentru {\displaystyle f\in T^{p}(V^{*})} și {\displaystyle g\in T^{q}(V^{*});}
5. {\displaystyle Alt(g\otimes f)=(-1)^{pq}Alt(f\otimes g)} pentru {\displaystyle f\in T^{p}(V^{*})} și {\displaystyle g\in T^{q}(V^{*}).}

Definiție.
Dacă {\displaystyle p,q\in \mathbb {N} ,} produsul exterior a doi tensori alternați {\displaystyle f\in \Lambda ^{p}(V^{*})} și {\displaystyle g\in \Lambda ^{q}(V^{*})} este tensorul alternat {\displaystyle f\wedge g\in \Lambda ^{p+q}(V^{*})} definit prin:
{\displaystyle f\wedge g={\frac {(p+q)!}{p!q!}}\cdot Alt(f\otimes g)={\frac {1}{p!q!}}\sum _{\sigma \in S_{p+q}}\varepsilon (\sigma )\sigma (f\otimes g).}
Când {\displaystyle p=0,\;f=c\in \mathbb {R} } și se pune {\displaystyle c\wedge g=cg;} în mod similar se tratează cazul {\displaystyle q=0.} Produsul exterior este o operație biliniară, asociativă și, în plus, anticomutativă, adică {\displaystyle f\wedge g=(-1)^{pq}g\wedge p} dacă {\displaystyle f} este de grad {\displaystyle p} și {\displaystyle g} de grad {\displaystyle q;} în particular, {\displaystyle f\wedge f=0} când {\displaystyle f} este de grad impar.
Se observă că dacă {\displaystyle f_{1},f_{2},\cdots ,f_{N}} sunt tensori alternați pe {\displaystyle V} de grade {\displaystyle p_{1},p_{2},\cdots ,p_{N}} respectiv, atunci:
{\displaystyle f_{1}\wedge f_{2}\wedge \cdots \wedge f_{N}={\frac {(p_{1}+p_{2}+\cdots +p_{N})!}{p_{1}!p_{2}!\cdots p_{N}!}}\cdot Alt(f_{1}\otimes f_{2}\otimes \cdots \otimes f_{N}).}
Produsul exterior se extinde prin liniaritate la o înmulțire pe spațiul vectorial {\displaystyle \Lambda (V^{*})} și face din acest spațiu vectorial o {\displaystyle \mathbb {R} }-algebră, numită algebra Grassmann a lui {\displaystyle V^{*}.}

## Teoreme
Teorema bazei.
Dacă {\displaystyle f_{1},f_{2},\cdots ,f_{n}} este un reper al lui {\displaystyle V^{*}}, atunci produsele exterioare de forma {\displaystyle f_{i_{1}}\wedge f_{i_{2}}\wedge \cdots \wedge f_{i_{p}}} cu {\displaystyle 1\leq i_{1}\leq i_{2}\leq \cdots \leq i_{p}\leq n} formează un reper în spațiul vectorial {\displaystyle \Lambda ^{p}(V^{*})}; în particular acest spațiu vectorial are dimensiunea {\displaystyle C_{n}^{p}={\frac {n!}{p!(n-p)!}}} când {\displaystyle 0\leq p\leq n} și {\displaystyle C_{n}^{p}:=0} când {\displaystyle p>n}, deci spațiul vectorial {\displaystyle \Lambda (V^{*})} este de dimensiune {\displaystyle 2^{n}.}
Dacă {\displaystyle W} este un alt spațiu vectorial de dimensiune finită, se asociază fiecărei aplicații liniare {\displaystyle A:W\to V} un morfism de {\displaystyle \mathbb {R} -}algebre {\displaystyle A^{*}:\Lambda (V^{*})\to \Lambda (W^{*})} definit, pentru orice {\displaystyle f\in \Lambda ^{p}(V^{*})}, prin {\displaystyle A^{*}(f):=f\circ A^{p}}, unde {\displaystyle A^{p}:=A\times A\times \cdots \times A} (de p ori), când {\displaystyle p\ ge1} și {\displaystyle A^{*}(f):=f} când {\displaystyle p=0}; tensorul alternant {\displaystyle A^{*}(f)} are același grad cu {\displaystyle f} și se numește imaginea inversă a lui f prin aplicația liniară {\displaystyle A.}
Aplicațiile {\displaystyle V\mapsto \Lambda (V^{*})} și {\displaystyle \mapsto A^{*}} definesc un vector contravariant de la spații vectoriale de dimensiune finită la {\displaystyle \mathbb {R} -}algebre.
Teorema determinantului'.
Dacă {\displaystyle A} este un endomorfism al lui {\displaystyle V,} atunci pentru orice n-tensor alternant f pe {\displaystyle V,}
unde n este dimensiunea lui {\displaystyle V}, există relația: {\displaystyle A^{*}(f)=det(A)f.}
Având în vedere că determinantul {\displaystyle detA} al unui endomorfism {\displaystyle A} al lui {\displaystyle V} se definește folosind un reper al lui {\displaystyle V} care identifică {\displaystyle V} cu {\displaystyle \mathbb {R} ^{n}} (definiție care nu depinde de alegerea acestui reper), se poate realiza o construcție a algebrei exterioare a lui {\displaystyle V} astfel:
Fie {\displaystyle V^{**}:=Hom(V^{*},\mathbb {R} )} dualul lui {\displaystyle V^{*}}; aplicația {\displaystyle V\ni v\mapsto v^{**}\in V^{**}}, definită prin {\displaystyle v^{**}(f):=f(v)} pentru {\displaystyle f\in V^{*}}, este un izomorfism de spații vectoriale.
Acest izomorfism se utilizează pentru a identifica spațiile vectoriale {\displaystyle V} și {\displaystyle V^{**}}.
Vom defini deci algebra exterioară a lui {\displaystyle V} punând {\displaystyle \Lambda ^{p}(V):=\Lambda ^{p}(V^{**})} pentru orice {\displaystyle p\geq 0} și deci {\displaystyle \Lambda (V):=\Lambda (V^{**})}.
Aplicația canonică {\displaystyle \theta :V^{*p}\to \Lambda ^{p}(V^{*})} definită prin {\displaystyle \theta (f_{1},f_{2},\cdots ,f_{p})=f_{1}\wedge f_{2}\wedge \cdots \wedge f_{p}} este p-liniară alternantă, adică:
{\displaystyle \theta (f_{\sigma (1)},f_{\sigma (2)},\cdots ,f_{\sigma (p)})=\varepsilon (\sigma )\theta (f_{1},f_{2},\cdots ,f_{p}),}
pentru orice {\displaystyle f_{1},f_{2},\cdots ,f_{p}\in V^{*}} și {\displaystyle \sigma \in S_{p}}, iar aplicația {\displaystyle \theta ^{*}:\Lambda ^{p}(V^{*})^{*}\to \Lambda ^{p}({\dot {V}}),} definită prin {\displaystyle \varphi '\mapsto \varphi \circ \theta ,\;\varphi \in \Lambda ^{p}(V^{*})^{*}}, este un izomorfism de spații vectoriale.
Astfel spațiul vectorial {\displaystyle \Lambda ^{p}(V)} cu canonic izomorf cu dualul spațiului vectorial {\displaystyle \Lambda ^{p}(V^{*}).}
Există construcții mai generale care permit definirea algebrei tensoriale {\displaystyle T(M)} și a algebrei exterioare {\displaystyle \Lambda (M)} pentru orice {\displaystyle A-} modul {\displaystyle M,} unde {\displaystyle A} este un inel comutativ cu element unitate, în rest arbitrar.
Se pot construi puterea exterioară {\displaystyle \Lambda ^{p}(V)} și algebra exterioară {\displaystyle \Lambda (V)} pentru un spațiu vectorial complex finit dimensional {\displaystyle V} după modelul prezentat anterior în cazul real.